# Proctacanthus longus
Proctacanthus longus är en tvåvingeart som först beskrevs av Christian Rudolph Wilhelm Wiedemann 1821.  Proctacanthus longus ingår i släktet Proctacanthus och familjen rovflugor. Inga underarter finns listade i Catalogue of Life.